# Partit Popular de Catalunya
|  | Aquest article tracta sobre el PP contemporani. Vegeu-ne altres significats a «Partit Popular de Catalunya (1973-1976)». |

|  | «PPC» redirigeix aquí. Vegeu-ne altres significats a «PPC (desambiguació)». |

El Partit Popular de Catalunya (castellà: Partido Popular de Cataluña, abreujat PPC), abans anomenat Partit Popular Català (castellà: Partido Popular Catalán), és la delegació del Partit Popular espanyol a Catalunya. Va ésser creat el gener de 1989 amb el naixement del Partit Popular, hereu d'Alianza Popular. Amb seu central al carrer Urgell de Barcelona, està presidit des de 2018 per Alejandro Fernández Álvarez.

## Història

### Fundació i primeres lluites de poder

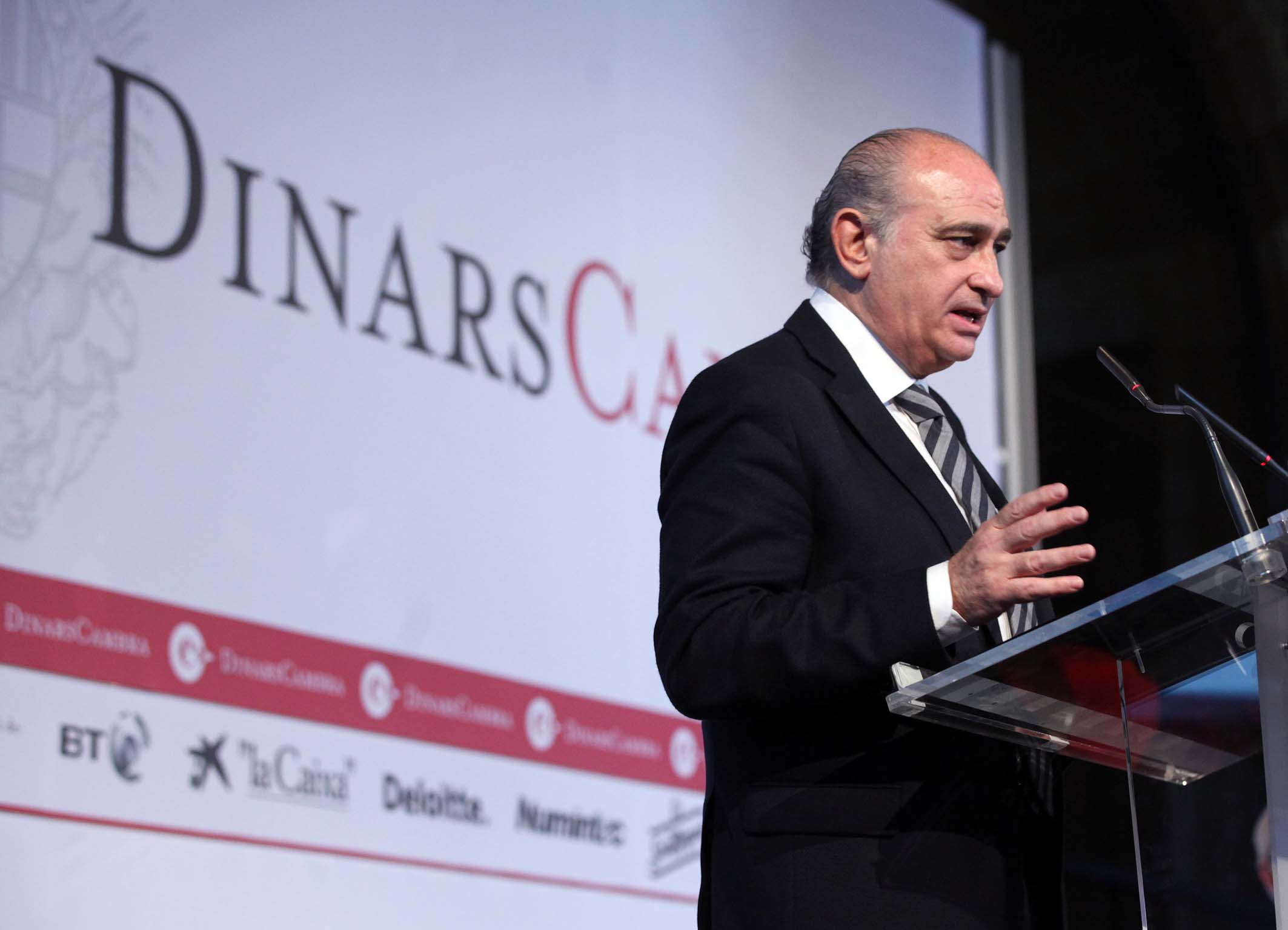
Jorge Fernández Díaz fou el Primer president del Partit

El Partit Popular de Catalunya neix com la refundació d'Alianza Popular a nivell nacional el 1989, representant doncs una ideologia de centredreta i constitucionalista, sent el president d'ambdues formacions Jorge Fernández Díaz (1983-1991).
A la fi de la dècada de 1980, el Partit Popular català va travessar una profunda crisi que va durar fins a ben acabat la dècada dels 1990 a causa del xoc de dues tendències: una, més decidida a enfrontar-se al govern de Jordi Pujol liderada per Vidal-Quadras, i una altra, més moderada liderada pel mateix Jorge Fernández Díaz. Finalment, al novembre de 1990, l'executiva dirigida per aquest últim va ser substituïda per una gestora encapçalada per Vidal-Quadras a Barcelona i el gener de 1991 el mateix va ocórrer amb l'executiva regional, que va ser rellevada per una gestora dirigida per Josep Piqué i Camps, de manera que l'ala dura del PP regional aconseguia el control de partit.
Vidal-Quadras va encapçalar de manera efectiva una oposició a les polítiques nacionalistes, i en el període en què va ser President (1991-1996) el partit va progressar fins a arribar a 17 diputats i els millors resultats de la història en vots i percentatge de vot (13,08%) de la història del partit a les eleccions al Parlament de Catalunya de 1995 (coincidint amb el període en què el partit va aconseguir majors quotes d'impopularitat: més del 70% de l'electorat afirmava que mai els votaria.

### Pacte del Majèstic

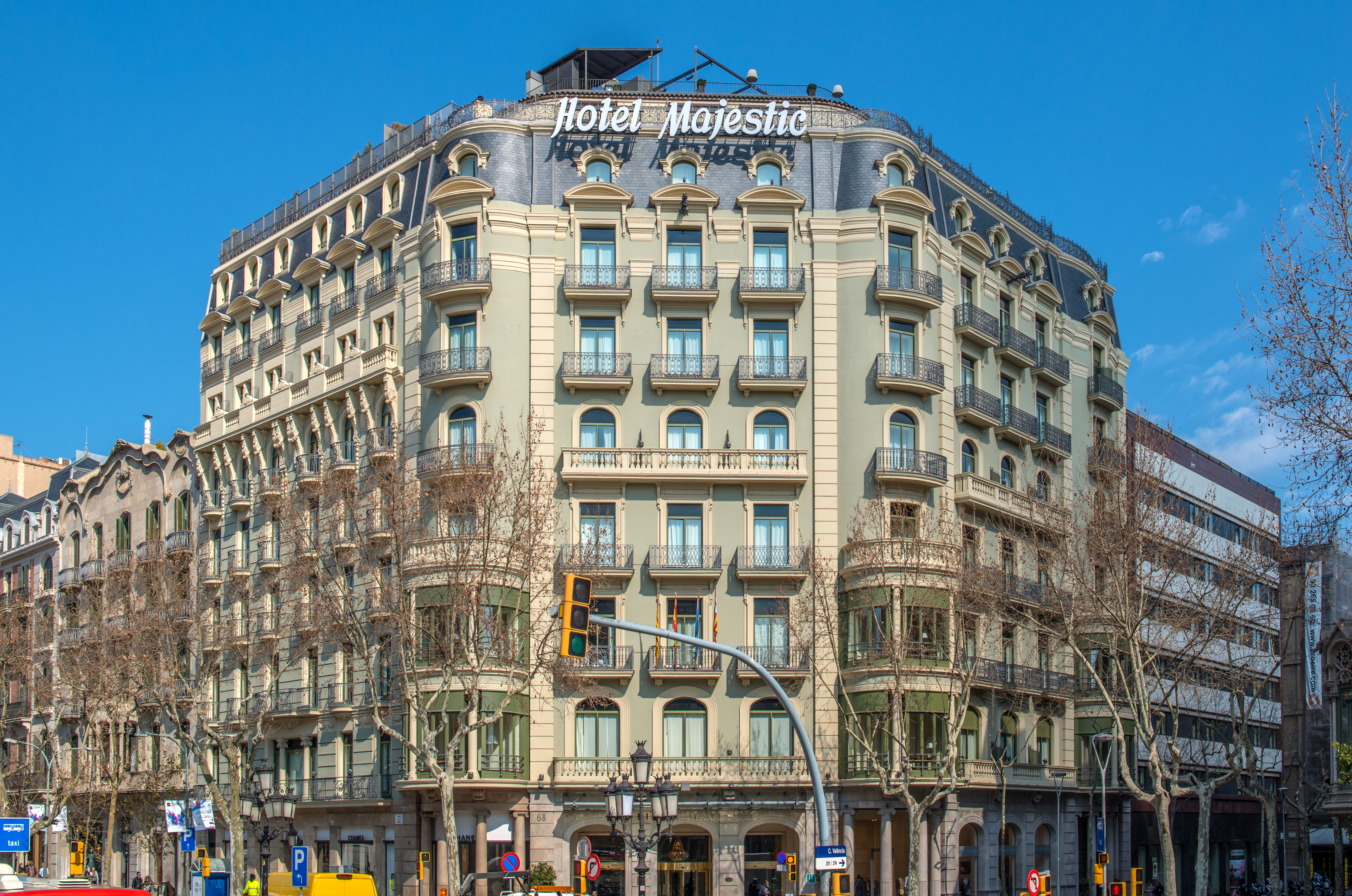
Hotel Majestic

No obstant això, després de les Eleccions generals espanyoles de 1996 en què el Partit Popular espanyol va obtenir una majoria simple, una de les condicions de Jordi Pujol per donar suport al PP al Congrés dels Diputats va ser que Vidal-Quadras deixés de dirigir el PP a Catalunya. condicions que es van acordar en el conegut com a Pacte del Majestic, i que incloïa així mateix el desenvolupament del finançament autonòmic ja iniciat en l'etapa socialista, la supressió del servei militar obligatori i el traspàs de competències. Aquest pacte tenia també la seva contrapartida catalana, ja que després de les Eleccions al Parlament de Catalunya de 1995 CiU no va aconseguir majoria absoluta i va suposar el suport del PP de Catalunya al Parlament. Així, Vidal-Quadras va ser apartat de la presidència del Partit Popular de Catalunya, presentant la seva dimissió com a president d'aquest.
Després de la destitució de Vidal-Quadras es va triar a Alberto Fernández Díaz (germà del primer President el PPC) perquè suavitzés la línia del partit a Catalunya a fi de facilitar el manteniment del pacte de governabilitat. La caiguda en les següents eleccions de 1999 va ser important, perdent 120.000 vots i 5 escons. No obstant això, en les Eleccions generals espanyoles de 2000 el PPC va obtenir el màxim resultat de la seva història en vots, percentatge de vot i escons fins al moment. Des d'aquell any, el president del Govern espanyol José María Aznar va proclamar a Josep Piqué com el líder d'un nou projecte de centre catalanista que tenia l'objectiu de disputar el poder a CiU. No obstant això Alberto Fernández va seguir sent el líder oficial fins a l'any 2003, en què finalment es va consumar la substitució. Tot i les grans expectatives creades, el projecte de Piqué va obtenir uns resultats inferiors en les Eleccions al Parlament de Catalunya de 2003 (tornant a caure com a quarta força) i a les Eleccions generals espanyoles de 2004.

### El "No" a l'Estatut de 2006
El Partit es va posicionar en contra de l'Estatut d'autonomia de Catalunya de 2006, fent campanya pel "No" al referèndum estatutari que es va celebrar el 18 de juny de 2006 tot seguint les consignes de la seva central, que considerà que aquest Estatut era una reforma encoberta de la Constitució Espanyola.
Un any després, el juliol de 2007, Piqué va presentar la seva dimissió irrevocable després de fer-se pública la decisió del secretari general nacional del partit, Ángel Acebes, de no comptar amb els homes de confiança de Piqué com a responsables del comitè de campanya del PP català per a les properes eleccions generals.
Piqué va ser rellevat durant un any per Daniel Sirera, fins que el 2008 Alicia Sánchez-Camacho va esdevenir la primera Presidenta.

### Etapa Sánchez-Camacho

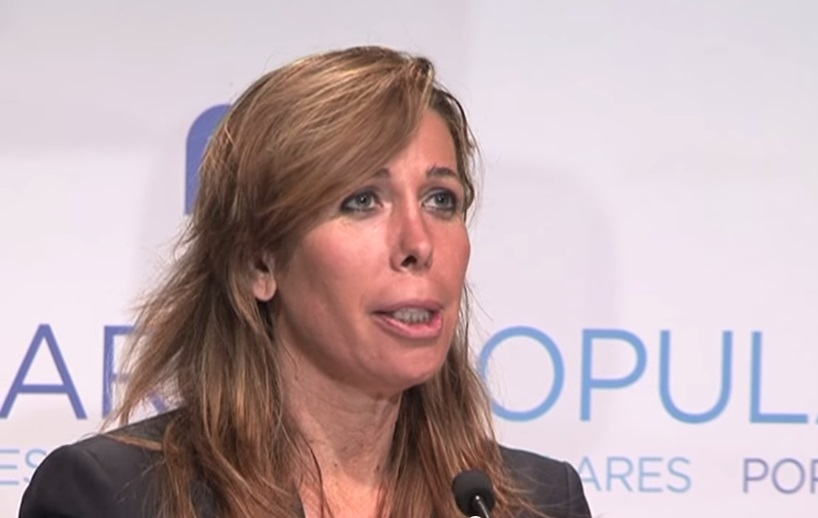
Alicia Sánchez Camacho, primera Presidenta del Partit a Catalunya.

Amb la nova direcció de Sànchez Camacho al front del PPC, el partit va tornar a reprendre el pols recuperant la tercera posició i aconseguint els 18 diputats en les eleccions parlamentàries de 2010 (encara que sense superar el percentatge i nombre de vots de 1995). El Partit va donar suport al govern en minoria de CiU presidit per Artur Mas. En aquell moment fins i tot Sánchez Camacho va dir que el PPC havia pres més una senda catalanista en el qual donaven suport al "autonomisme diferencial"., tot i la nova línia política aprovada al XVI Congrés nacional del PP de 2008 a València, respecte dels pactes amb partits nacionalistes.
La línia de creixement del partit va quedar ratificada en les Eleccions municipals espanyoles de 2011, en què va obtenir els millors resultats de la seva història a Catalunya i es va convertir en la tercera força dels ajuntaments catalans -en percentatge de vots- amb 363.555 vots (12,67%) i 473 regidors, enfront dels 283.195 (9,87%) i 284 regidors que havia obtingut en 2007. Amb aquests resultats el Partit Popular català aconseguí deu alcaldies, destacant la de Castelldefels -amb 63.000 habitants- i la de Badalona, tercera ciutat més poblada de Catalunya. Amb la victòria de Xavier García Albiol a Badalona els populars catalans van aconseguir per primera vegada en la seva història l'alcaldia d'una gran ciutat catalana. A més, gràcies a diferents pactes, el PPC va aconseguir entrar a l'equip de govern de mig centenar de municipis, destacant capitals de comarca com Vielha e Mijaran i Reus. Aquests resultats van fer que per primera vegada en la seva història, el partit entrés a l'equip de govern de la Diputació de Barcelona. Els populars, amb sis diputats en l'ens provincial, van arribar a un acord amb Convergència i Unió -que li va cedir dos vicepresidències.
En les eleccions generals espanyoles de 2011, el partit va esdevenir la tercera força a les quatre circumscripcions catalanes -per darrere de CiU i Partit dels Socialistes de Catalunya  - obtenint 715.802 vots i onze diputats. Jorge Fernández Díaz, el seu cap de llista per Barcelona, va ser posteriorment nomenat Ministre de l'Interior per Mariano Rajoy. El 2012, dins del XIII Congrés Regional del partit s'aprovà el canvi de nom, i s'anomenà Partit Popular Català. En aquest congrés també s'aprovà la incorporació de la senyera al logotip del partit.
Les declaracions obtingudes amb l'enregistrament secret d'una conversa privada durant un dinar entre Alícia Sánchez Camacho i Victoria Álvarez (ex-parella d'un dels fills de Jordi Pujol i Soley) al restaurant barceloní de La Camarga van donar lloc a una forta polèmica política que va acabar amb una confessió de Pujol i una comissió d'investigació parlamentària. Sánchez Camacho va quedar en dubte i la direcció del PP nacional va donar la seva col·laboració per amortitzada.

### García Albiol

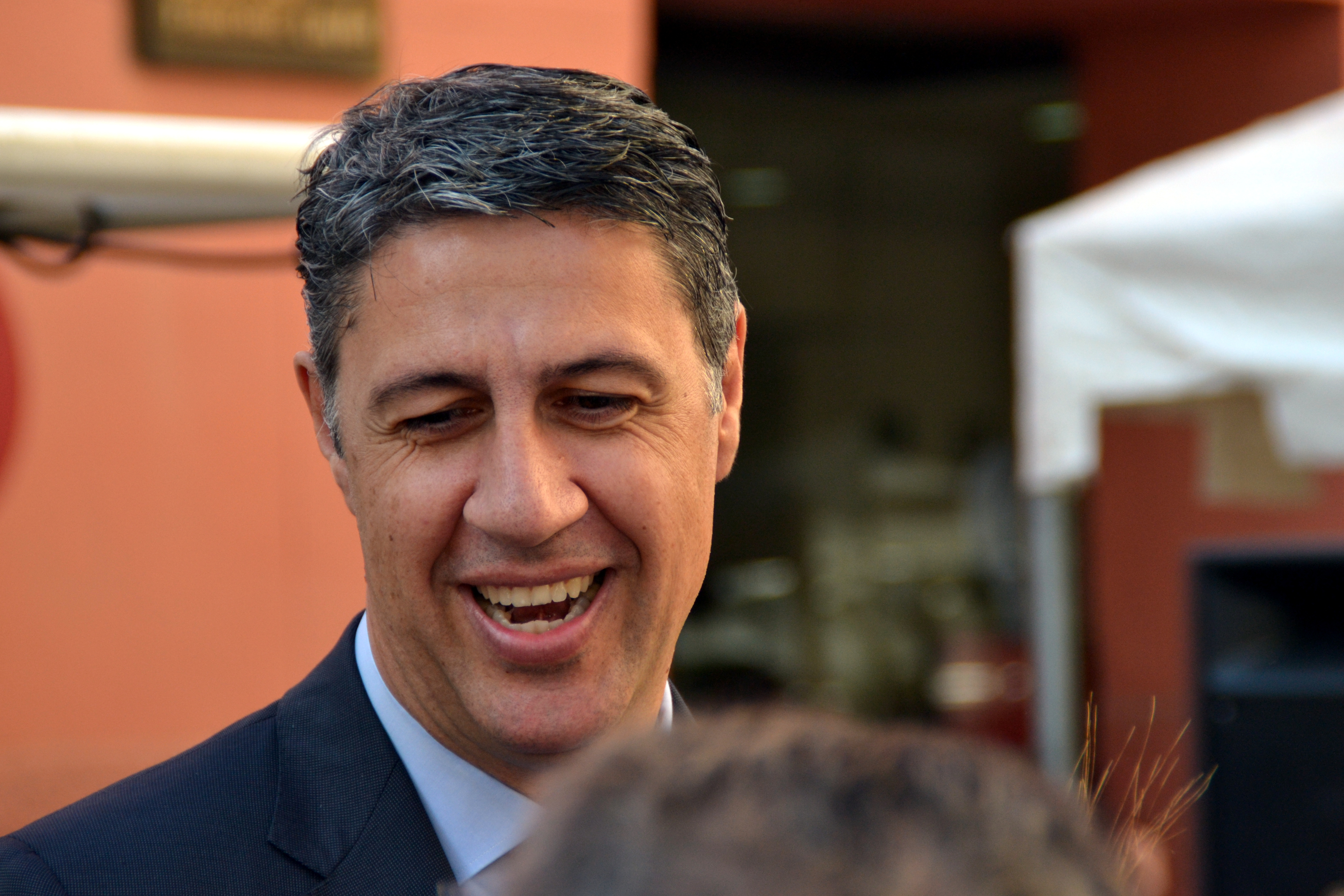
Xavier García Albiol

El 28 de juliol del 2015 es va fer públic que Xavier García Albiol seria el candidat del Partit Popular Català a les Eleccions al Parlament de Catalunya de 2015. Albiol havia estat alcalde de Badalona, la tercera ciutat més gran de Catalunya, en l'anterior legislatura, i tot i haver guanyat les municipals de 2015 un pacte d'esquerres l'havia dut a l'oposició. Albiol és conegut per marcar perfil propi amb el seu discurs contra la immigració. Sánchez Camacho continuà sent la presidenta del partit a Catalunya. La candidatura d'Albiol va tenir com a número dos per Barcelona a Andrea Levy, propera a Jorge Moragas i considerada per alguns com l'aposta de futur de Mariano Rajoy per Catalunya. El lema de la seva campanya fou Plantem cara, i va començar-la amb l'objectiu d'esdevenir segona força política al Parlament de Catalunya, tot i que finalment van obtenir 11 escons, molt per sota dels 19 obtinguts en l'anterior legislatura. Finalment, Albiol va ser nomenat president del partit l'abril de 2017. Albiol va apostar per una línia de comunicació dura, arribant a fer servir el lema A por ellos durant la campanya de les eleccions al Parlament de Catalunya de 2017.
El 10 de novembre de 2018 García Albiol va ser substituït per Alejandro Fernández Álvarez a la presidència del Partit Popular Català. Segons va assegurar, Albiol volia centrar-se en la campanya per a les eleccions municipals de Badalona de 2019.

## Presidència
- Jorge Fernández Diaz (1989-1991)
- Aleix Vidal-Quadras (1991-1996)
- Alberto Fernández Díaz (1996–2003)
- Josep Piqué i Camps (2003-2007)
- Daniel Sirera (2007-2008)
- Alicia Sánchez-Camacho (2008-2017)
- Xavier García Albiol (2017-2018)[25]
- Alejandro Fernández Álvarez (2018-actualitat)

## Resultats electorals

### Eleccions municipals
A les eleccions municipals de 2007, aconseguí l'alcaldia de 3 municipis de Catalunya. A les eleccions municipals de 2011 va aconseguir dues alcaldies rellevants a Catalunya (Badalona amb Xavier García Albiol i Castelldefels amb Manuel Reyes), a part de les tres alcaldies que ja governava. A les eleccions municipals de 2015 va perdre força suport i les alcaldies de Badalona i Castelldefels.
| Any  | Eleccions                               | Vots    | Regidors | Alcaldies |
| ---- | --------------------------------------- | ------- | -------- | --------- |
| 2003 | Eleccions municipals espanyoles de 2003 | 360.553 | 350      |           |
| 2007 | Eleccions municipals espanyoles de 2007 | 283.195 | 284      | 1         |
| 2011 | Eleccions municipals espanyoles de 2011 | 362.647 | 473      | 2         |
| 2015 | Eleccions municipals espanyoles de 2015 | 234.847 | 214      | 1         |
| 2019 | Eleccions municipals espanyoles de 2019 | 108.269 | 67       | 2         |
| 2023 | Eleccions municipals espanyoles de 2023 | 247.113 | 196      | 5         |

### Eleccions al Parlament de Catalunya
A les Eleccions al Parlament de Catalunya de 2003 va aconseguir l'11,9 per cent dels vots, el que va significar 15 escons al Parlament de Catalunya, i a les del 2006 en va obtenir 14, essent la quarta força parlamentària, amb un 10,65 per cent, de vots a Catalunya.
A les eleccions al Parlament de Catalunya del 2012 va aconseguir 19 diputats al Parlament de Catalunya, el màxim històric del PP a Catalunya, amb Alicia Sánchez Camacho com a candidata a la presidència de la Generalitat de Catalunya, passant a ésser quarta força al Parlament.

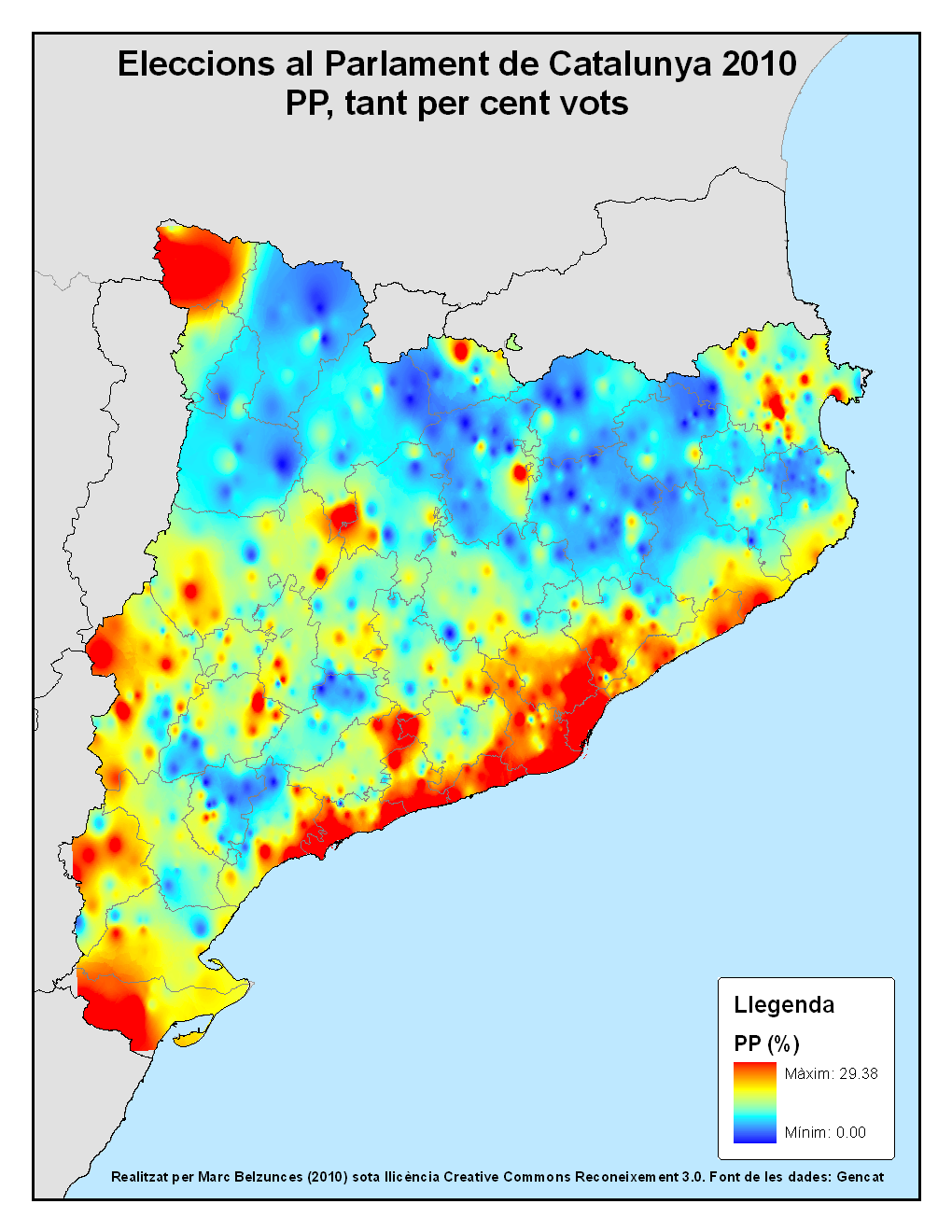
Suport en tant per cent de PPC a les eleccions catalanes del 2010. En vermell les zones de major suport, en blau on el suport és menor.

| Eleccions | Candidat                    | Vots    | % de vots | Escons   | Posició |
| --------- | --------------------------- | ------- | --------- | -------- | ------- |
| 1992      | Aleix Vidal-Quadras         | 157.772 | 5,97%     | 7 / 135  | 5º      |
| 1995      | Aleix Vidal-Quadras         | 421.752 | 13,08%    | 17 / 135 | 3º      |
| 1999      | Alberto Fernández Díaz      | 297.265 | 9,51%     | 12 / 135 | 3º      |
| 2003      | Josep Piqué                 | 393.499 | 11,9%     | 15 / 135 | 4º      |
| 2006      | Josep Piqué                 | 313.479 | 10,64%    | 14 / 135 | 4º      |
| 2010      | Alícia Sánchez-Camacho      | 387.066 | 12,37%    | 18 / 135 | 3º      |
| 2012      | Alícia Sánchez-Camacho      | 471.197 | 12,99%    | 19 / 135 | 4º      |
| 2015      | Xavier García Albiol        | 348.043 | 8,50%     | 11 / 135 | 5º      |
| 2017      | Xavier García Albiol        | 185.670 | 4,24%     | 4 / 135  | 7º      |
| 2021      | Alejandro Fernández Álvarez | 109.067 | 3,85%     | 3 / 135  | 8º      |
| 2024      | Alejandro Fernández Álvarez | 342.584 | 10,97%    | 16 / 135 | 4º      |

### Eleccions generals espanyoles
| Any  | Eleccions                             | Vots    | %     | Escons |
| ---- | ------------------------------------- | ------- | ----- | ------ |
| 1982 | Eleccions generals espanyoles de 1982 | 504.075 | 14,66 | 8      |
| 1986 | Eleccions generals espanyoles de 1986 | 361.316 | 11,40 | 6      |
| 1989 | Eleccions generals espanyoles de 1989 | 336.015 | 10,64 | 4      |
| 1993 | Eleccions generals espanyoles de 1993 | 624.493 | 17,04 | 8      |
| 1996 | Eleccions generals espanyoles de 1996 | 698.400 | 17,96 | 8      |
| 2000 | Eleccions generals espanyoles de 2000 | 763.982 | 22,79 | 12     |
| 2004 | Eleccions generals espanyoles de 2004 | 620.348 | 15,53 | 6      |
| 2008 | Eleccions generals espanyoles de 2008 | 604.964 | 16,39 | 8      |
| 2011 | Eleccions generals espanyoles de 2011 | 715.802 | 20,71 | 11     |
| 2015 | Eleccions generals espanyoles de 2015 | 418.369 | 11,12 | 5      |
| 2016 | Eleccions generals espanyoles de 2016 | 462.637 | 13,36 | 6      |
| 2019 | Eleccions generals espanyoles de 2019 | 200.209 | 4,88  | 1      |
| 2019 | Eleccions generals espanyoles de 2019 | 286.302 | 7,43  | 2      |
| 2023 | Eleccions generals espanyoles de 2023 | 469.117 | 13,34 | 6      |

### Eleccions al Parlament Europeu
| Any  | Eleccions                              | Vots    | %    |
| ---- | -------------------------------------- | ------- | ---- |
| 1999 | Eleccions al Parlament Europeu de 1999 | 486.471 | 16,9 |
| 2004 | Eleccions al Parlament Europeu de 2004 | 372.905 | 17,8 |
| 2009 | Eleccions al Parlament Europeu de 2009 | 352.226 | 18,0 |
| 2014 | Eleccions al Parlament Europeu de 2014 | 246.220 | 9,8  |
| 2019 | Eleccions al Parlament Europeu de 2019 | 178.950 | 5,2  |
| 2024 | Eleccions al Parlament Europeu de 2024 | 329.459 | 13,8 |

## Posicionaments
- 2005: Referèndum sobre el Tractat de la Unió Europea. Demana el "Sí".
- 2006: Referèndum estatutari a Catalunya de 2006. Demana el "No".
- 2015: Eleccions al Parlament de Catalunya de 2015: No les considera pebliscitàries i proposa una candidatura conjunta constitucionalista amb C's, PSC i Unió.[26]
- Un dels punts més polèmics del PP a Catalunya és la defensa del bilingüisme, organitzant o participant en campanyes contra la política lingüística del govern català, en especial la immersió lingüística, sovint juntament amb Ciutadans - Partit de la Ciutadania.